# 瓊東河
瓊東河是俄羅斯的河流，由薩哈共和國負責管轄，河道全長606公里，流域面積約18,900平方公里，河水主要來自融雪和雨水，最終注入拉普捷夫海。